# Graphics Address Remapping Table
Die Graphics Address Remapping Table (GART) ist eine I/O Memory Management Unit und wird von Grafikkarten benutzt, die über die Bussysteme AGP oder PCIe mit der Hauptplatine verbunden sind. GART gibt der Grafikkarte Speicherdirektzugriff auf den Arbeitsspeicher der Zentraleinheit. 
Damit wird der Datenaustausch zwischen dem Hauptspeicher und dem Speicher der Grafikkarte ermöglicht und kann z. B. für Paging angewendet werden. Eine andere Anwendung ist die Erweiterung des Videospeichers, wenn die CPU selbst die Grafik verarbeitet, z. B. bei Intel HD Graphics. 
Die GART-Hardware wird initialisiert durch einen für den Chipsatz spezifischen Treiber. Das Betriebssystem weist dem GART Speicher zu. Eine Grafikkarte kann auf diese Weise z. B. 32 oder 64 MB im Dynamic Random Access Memory verwenden. Der Speicherplatz wird dynamisch, d. h. nach Bedarf, in kleineren Blöcken bis zu dem durch das BIOS vorgegebenen maximalen Wert verwendet.